# Manuel Escalante Gómez
Manuel Escalante Gómez (Jerez de la Frontera, 1878-1931 †) fue un Escritor, periodista y literato Español.

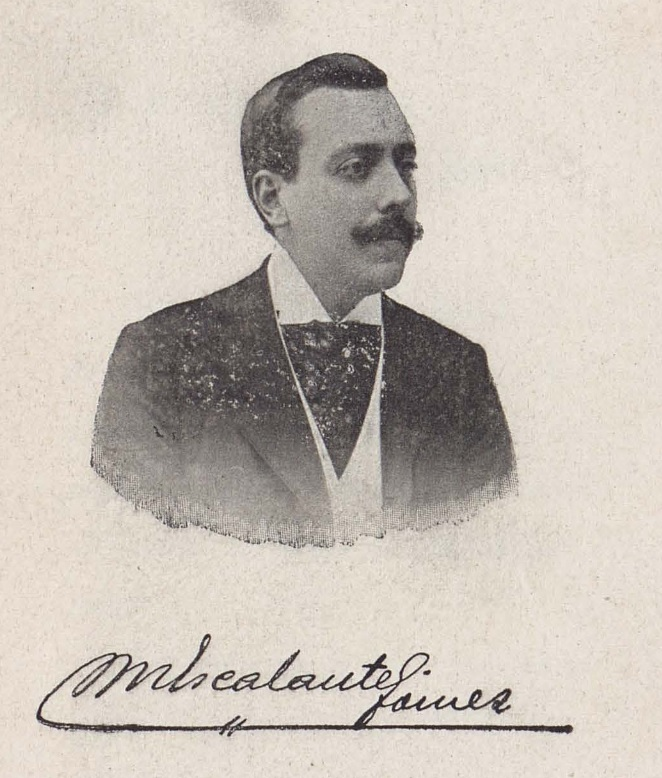

## Biografía
Comenzó su carrera periodística y literaria muy joven, ya que allá por 1894, publicó poemas, relatos y artículos —algunos bajo el seudónimo de 'Virgilio'— en el periódico gaditano La Nueva Era y algo más tarde en la revista Juan Palomo de la misma ciudad.
Fue director de importantes periódicos en París (Revista Contemporánea, El mundo Hispano-Americano), México (Cosmopolita) y Buenos Aires.
En Madrid fundaría, a principios del siglo XX, tres revistas: Respetable público, Álbum Hispano-Americano y Relieves.
Fue director de España Parlamentaria (periodo 1901-1902), España financiera, Siluetas Contemporáneas y Nuestra Raza.
Entre sus libros hay que mencionar: Siluetas femeninas, La Riada (poemas), Plumadas, y Esbozos al temple.

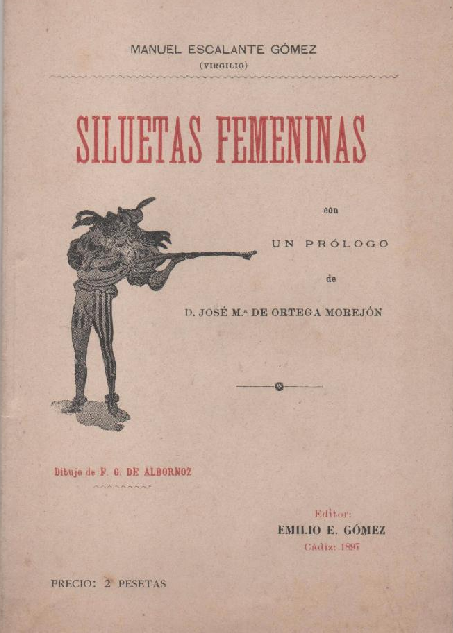

Escribió para la escena, las zarzuelas Las mil y dos noches, en colaboración con Miguel Rey, con música de Porras, y Patria Grande, también con Miguel Rey.
Colaboró en muchas publicaciones periódicas, tales como Álbum Salón, Barcelona Cómica, El Gato Negro, Iris y La Saeta de Barcelona, Germinal, Madrid Cómico, La Revista Moderna y Vida Nueva, de Madrid, El Progreso de Sevilla y La Publicidad de Granada.
El Cine-Club Popular ha propuesto al Ayuntamiento de Jerez de la Frontera la rotulación de una calle con su nombre.

## Obras
- Siluetas Femeninas (1897).
- Plumadas (1900).
- La Riada. Poesías. (1900).
- La Patria Grande. Entremés cómico en prosa (1908). En colaboración con Miguel Rey Rivadeneira.
- Las mil y dos noches. En colaboración con Miguel Rey.